# As Tears Go By (песня)
«As Tears Go By» (с англ. — «Пока льются слёзы») — песня, написанная участниками группы The Rolling Stones: фронтменом Миком Джаггером и гитаристом Китом Ричардсом и их продюсером Эндрю Олдемом, популярная как в исполнении британской певицы Марианны Фейтфулл, так и в исполнении The Rolling Stones.

## История
«As Tears Go By» была одной из первых оригинальных композиций Джаггера и Ричардса, в то время как до этого момента The Rolling Stones исполняли блюзовые произведения. Миф, окружающий создание песни, гласит, что продюсер The Rolling Stones Эндрю Олдем запер Джаггера и Ричардса на кухне, заставив их написать вместе песню и предположив тему для неё: «Я хочу песню с кирпичными стенами вокруг всего, высокими окнами и без секса». Результат вначале назывался «As Time Goes By», но так же была озаглавлена и песня, исполненная Дули Уилсоном в фильме Касабланка. Это заставило Олдема изменить «Time» на «Tears». Впоследствии он передал балладу (жанр, который «роллинги» ещё не знали) Марианне Фейтфулл, которой тогда было 17, для записи на стороне «Б». Вскоре песня была перемещена звукозаписывающей компанией Decca на сторону «А» и стала хитом, предопределившим успешную карьеру Фейтфул: в хит-параде синглов Великобритании за 1964 год песня в её исполнении заняла 9 место.
В 1965 году The Rolling Stones записали собственную версию песни, ставшую канонической: исчезли ударные и партия гобоя, вокал Джаггера и акустическая гитара Ричардса звучат в сопровождении струнных (аранжировка — Майка Линдера). Именно в этой редакции песня была выпущена в качестве сингла (в декабре 1965 года) и вошла в студийный американский альбом December’s Children (And Everybody’s), а во время третьего появления группы на Шоу Эда Салливана 13 февраля 1966 года была исполнена вместе с «(I Can’t Get No) Satisfaction» и «19th Nervous Breakdown».

## Кавер-версии
- Александр Лаэртский. «Пока льются слёзы» — песня на русском языке в альбоме «Детства чистые глазёнки» (1992).
- Американская группа Avenged Sevenfold зарисала кавер-версию, которая была включена в расширенное издание их альбома The Stage в 2017 году.